# Manuel de Sousa de Meneses
Se procura o médico militar e historiador homónimo, veja Manuel de Sousa Meneses.
Se procura o homónimo arcebispo de Goa, veja D. Manuel de Sousa Meneses (arcebispo).
Manuel de Sousa de Meneses (Ilha Terceira, 16?? — Vila de São Sebastião, 1755) foi um clérigo que em 1755 era vigário da igreja matriz da Vila de São Sebastião na ilha Terceira, Açores. Notabilizou-se como genealogista.

## Biografia
Escreveu um livro de genealogias, que continua como manuscrito inédito, que segundo o historiador Francisco Ferreira Drummond é muito importante para o estudo do povoamento das ilhas dos Açores.
Foi vigário da vila de São Sebastião até 1755. O cónego José Augusto Pereira classificou-o como um dos mais distintos eclesiásticos do seu tempo assim por sua nobreza, como pelas suas prendas e saber. Além da sua vida religiosa intensa, estudou a sua família e origens.